# Forest McNeir
Forest McNeir (n. 16 august 1875, Washington, D.C., District of Columbia, SUA – d. 9 mai 1957, Houston, Texas, SUA) a fost un trăgător de tir ce a reprezentat Statele Unite ale Americii, medaliat olimpic. A participat la o ediție a Jocurilor Olimpice (1920) în care a câștigat o medalie de aur.

## Participări
Lista de mai jos prezintă principalele competiții la care a participat Forest McNeir de-a lungul carierei.
- shooting at the 1920 Summer Olympics – men's team trap[*]